# Paullinia stellata
Paullinia stellata är en kinesträdsväxtart som beskrevs av L. Radlk.. Paullinia stellata ingår i släktet Paullinia och familjen kinesträdsväxter. Inga underarter finns listade i Catalogue of Life.